# Oiseaux marins sud golfe du Lion
Oiseaux marins sud golfe du Lion este o arie protejată (arie de protecție specială avifaunistică — SPA) din Franța întinsă pe o suprafață de 308.559 ha, integral marine.

## Localizare
Centrul sitului Oiseaux marins sud golfe du Lion este situat la coordonatele 41°57′59″N 4°20′43″E / 41.96631°N 4.34528°E.

## Înființare
Situl Oiseaux marins sud golfe du Lion a fost declarat arie de protecție specială avifaunistică în baza directivei 79/409 din 1979 referitoare la conservarea păsărilor sălbatice pentru a proteja 12 specii de animale.

## Biodiversitate
Situată în ecoregiunea mediteraneană, aria protejată nu include niciun habitat protejat.
La baza desemnării sitului se află mai multe specii protejate de  păsări (12): Calonectris diomedea, pescăriță râzătoare (Gelochelidon nilotica), Hydrobates pelagicus, Larus audouinii, pescăruș-cu-cap-negru (Larus melanocephalus), Larus michahellis, pescăruș mic (Larus minutus), pescăruș râzător (Larus ridibundus), sula bassana (Morus bassanus), Puffinus puffinus mauretanicus, Puffinus yelkouan, chiră de mare (Sterna sandvicensis).
Pe lângă speciile protejate, pe teritoriul sitului au mai fost identificate 2 specii de mamifere.